# داکونو (کلرادو)
داکونو (به انگلیسی: Dacono) شهری در ایالت کلرادو کشور ایالات متحده آمریکا است که جمعیت آن در سرشماری سال ۲۰۱۰ میلادی، ۴٬۱۵۲ نفر بوده‌است.